# 인동딸기속
인동딸기속(Symphoricarpos 심포리카르포스[*])은 산토끼꽃목 인동과에 딸린 한 속이다. 15개 종이 딸린 소규모 속으로서 중국인디언까치밥을 제외한 모든 속이 북아메리카 및 중앙아메리카 원산이다.

## 하위 종
- 뾰족잎인동딸기(Symphoricarpos acutus) - 캘리포니아, 네바다, 오리건
- 인동딸기(Symphoricarpos albus) - 캐나다, 미국 전역
- 체놀트인디언까치밥(Symphoricarpos ×chenaultii)
- Symphoricarpos ×doorenbosii
- 맥키트릭인동딸기(Symphoricarpos guadalupensis) - 텍사스 서부
- Symphoricarpos guatemalensis - 과테말라
- 덩굴인동딸기(Symphoricarpos hesperius) - 캘리포니아, 오리건, 워싱턴, 브리티시컬럼비아
- 사막인동딸기(Symphoricarpos longiflorus) - 미국 남서부, 멕시코 북서부
- 작은잎인동딸기(Symphoricarpos microphyllus) - 멕시코, 과테말라, 뉴멕시코
- 포복인동딸기(Symphoricarpos mollis) - 캘리포니아
- 서부인동딸기(Symphoricarpos occidentalis) - 미국, 캐나다
- 인디언까치밥(Symphoricarpos orbiculatus) - 멕시코 북동부, 미국 동부 및 중부
- 산악인동딸기(Symphoricarpos oreophilus) - 멕시코 북부, 미국 서부, 캐나다 서부
- 팔머인동딸기(Symphoricarpos palmeri) - 멕시코, 미국 남서부
- Symphoricarpos parishii - 캘리포니아, 네바다
- 둥근잎인동딸기(Symphoricarpos rotundifolius) - 멕시코, 미국 동남부
- 중국인디언까치밥(Symphoricarpos sinensis) - 중국 서부
- Symphoricarpos vaccinioides - 캘리포니아